# La Pandera
La Pandera är ett berg i Spanien.   Det ligger i provinsen Provincia de Jaén och regionen Andalusien, i den södra delen av landet, 300 km söder om huvudstaden Madrid. Toppen på La Pandera är 1 872 meter över havet.
Terrängen runt La Pandera är huvudsakligen lite bergig. La Pandera är den högsta punkten i trakten. Runt La Pandera är det ganska glesbefolkat, med 22 invånare per kvadratkilometer. Närmaste större samhälle är Jaén, 15,4 km norr om La Pandera. Trakten runt La Pandera består till största delen av jordbruksmark.